# 入江憲一
入江 憲一（いりえ けんいち、1962年5月20日 - ）は、元NHKシニアアナウンサー。

## 人物
六甲学院中学校・高等学校を経て早稲田大学法学部卒業後、1987年に入局した。

## 挿話
- 元々はスポーツ担当のアナウンサーで、最初の名古屋局時代はプロ野球の中日ドラゴンズ戦、大分局時代はJリーグの大分トリニータなどの実況を担当していた。
- その関係からか、2012年7月25日には全国高等学校野球選手権千葉大会決勝の実況を務めた。

## 過去の出演番組
徳島局時代
- 徳島県のニュース・中継・リポート

広島局時代・名古屋局時代
- おはようちゅうごく
- 各種スポーツ中継（NHKプロ野球・サッカーなど）

鳥取局時代
- 鳥取県のニュース
- 放送部副部長（アナウンス統括）

大阪局時代
- 関西ラジオワイド（2007年6月4日 - 2009年6月1日）

東京アナウンス室時代
- NHK BSニュース（深夜時間帯の徹宵番）
- ここはふるさと旅するラジオ（2011年11月 - 2012年3月）

京都局時代
- 京都ニュース845（不定期）
- ニュース630 京いちにち（丹沢研二・酒井良彦のキャスター代行など）

## 同期
- 近藤敏之（福井→新潟→札幌→松山→盛岡→情報ネットワーク出向→東京→松山→秋田（副局長）→日本語センター→広報部）
- 佐伯真規（神戸→高松→福岡→福井→大分→神戸→ラジオセンター→福井→神戸→NHKサービスセンター大阪支局）
- 斉藤寿朗（鳥取→高知→NHK放送研修センター・日本語センター→富山→津→徳島→大阪→徳島（副局長）→日本語センター→京都）
- 新橋靖典（佐賀→東京→札幌→東京→他部署）
- 竹林宏（高知→名古屋→東京アナウンス室→情報ネットワーク→大阪→東京→G-Medi→名古屋→G-Media）
- 羽塚由（盛岡→甲府→仙台→東京アナウンス室→長崎→東京→仙台→編成局→東京→富山（局長）→事業センター）
- 町田右（富山→仙台→名古屋→東京→札幌→G-Media出向→東京→札幌→G-Media→日本語センター→富山（局長））
- 南山吉弘（旭川→室蘭→札幌→秋田→東京アナウンス室→山形→水戸→札幌→ラジオセンター→帯広→水戸→青森）
- 山口達也（熊本→長崎→松山→東京→大阪→鹿児島→G-Media出向→大阪→東京→ラジオセンター→名古屋）
- 渡辺英紀（青森→札幌→大阪→東京アナウンス室→青森→東京→編成局→2013年死去）